# Chiesa di San Benedetto Abate (San Benedetto Val di Sambro)
La chiesa di San Benedetto Abate è la parrocchiale di San Benedetto Val di Sambro, in città metropolitana ed arcidiocesi di Bologna; fa parte del vicariato di Setta-Savena-Sambro.

## Storia
La primitiva chiesa della zona era quella di San Cristoforo in località Poggio de' Rossi.

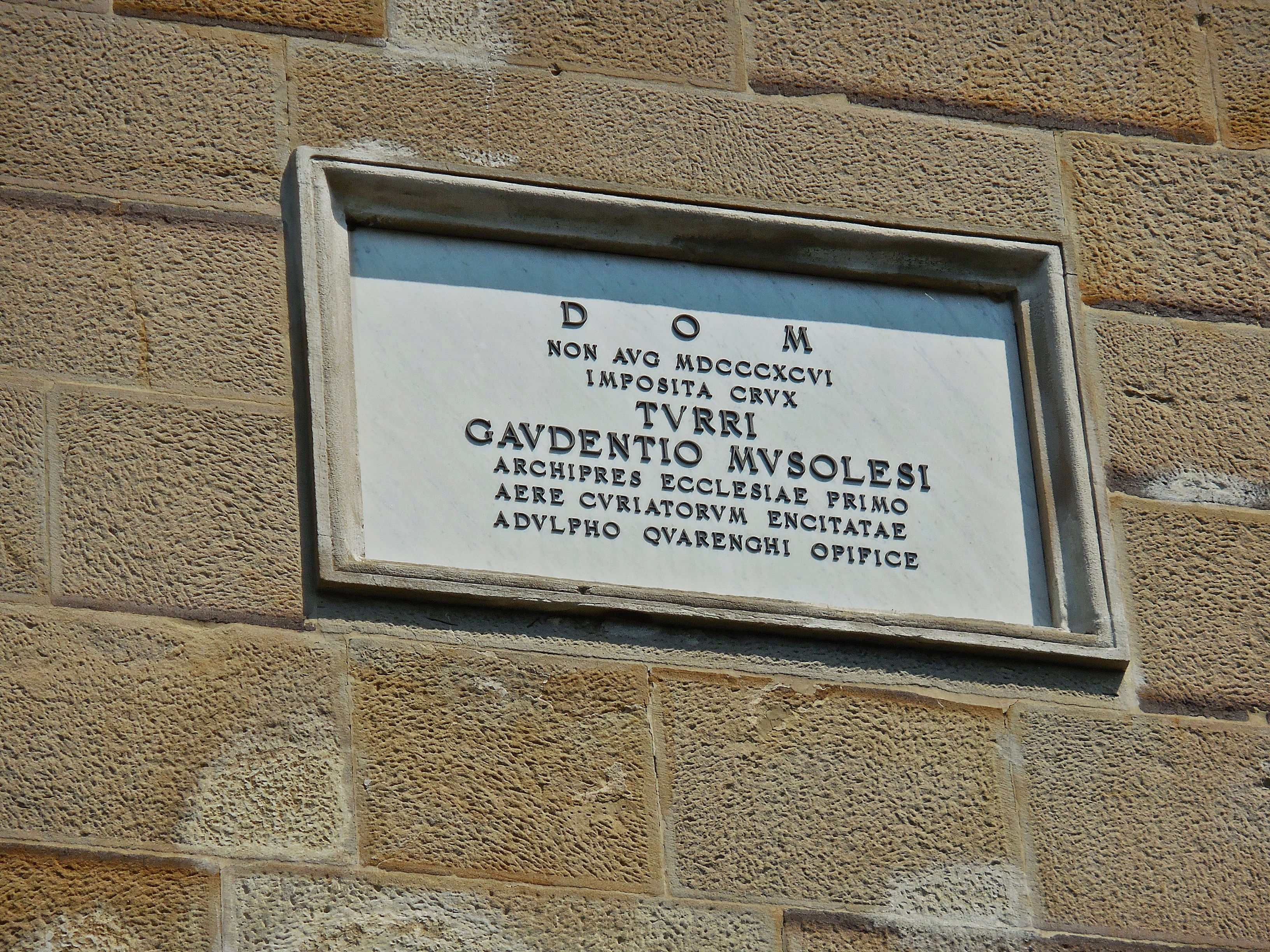
Targa apposta sul campanile

 Una chiesa dedicata a San Benedetto Abate è invece menzionata nel 1378; la parrocchia avente sede in tale chiesa assorbì nel 1533 quella - soppressa - di San Cristoforo.
Nel 1544 anche la parrocchia di Cedrecchia fu unita a quella di San Benedetto, per poi ritornare indipendente nel 1591 per volere dell'arcivescovo di Bologna Gabriele Paleotti.

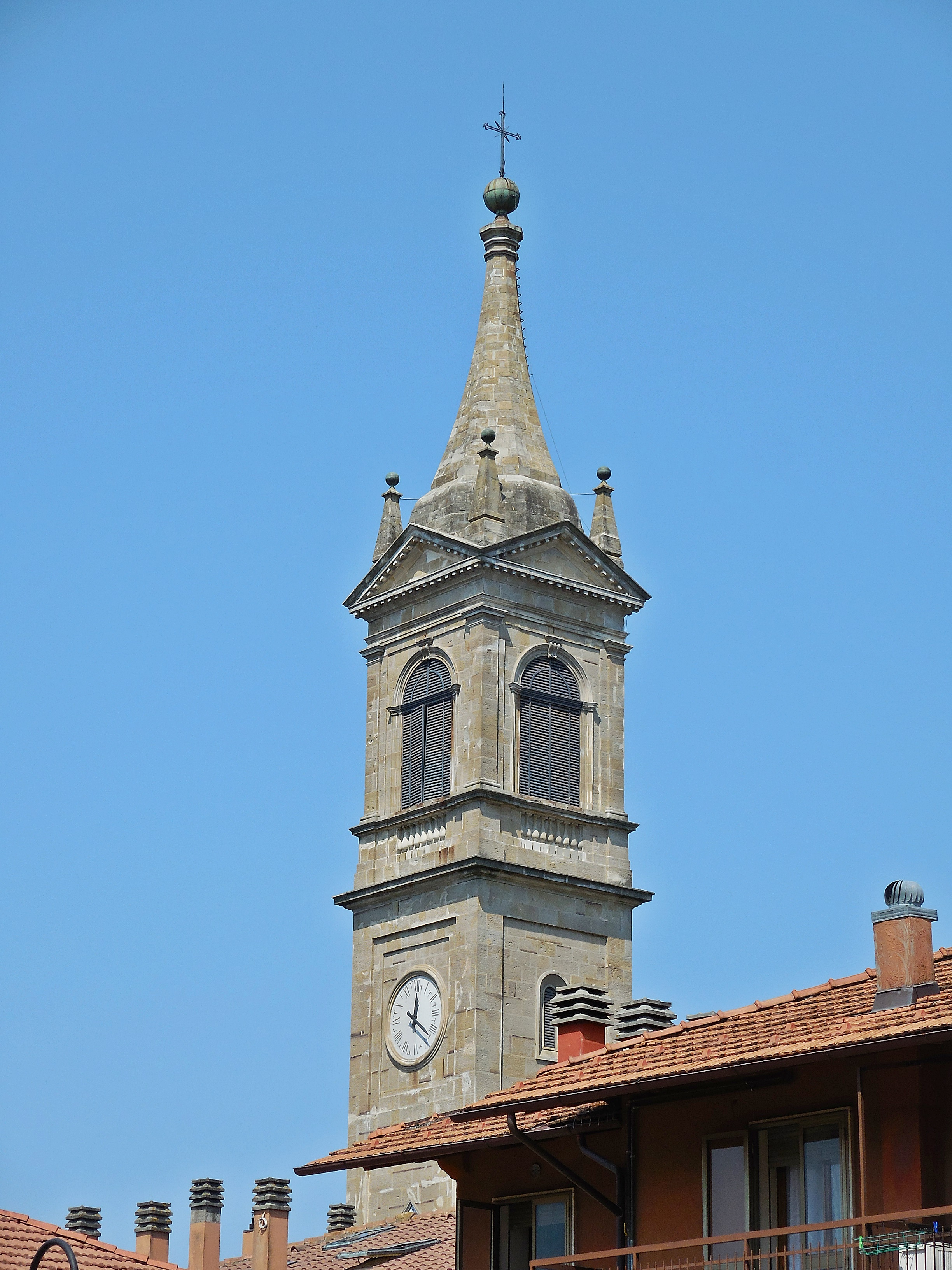
Il campanile

La chiesa, inizialmente detta San Benedetto in Qualto o San Benedetto della Villa San Benedetto, assunse l'attuale denominazione, con la specificazione di Sambro, nel Seicento; inoltre, il giuspatronato era sin dalla fondazione dei parrocchiani, mentre successivamente la parrocchia divenne di nomina arcivescovile.
Grazie alle relazioni delle visite pastorali di fine Settecento s'apprende che entro i confini della parrocchia esistevano due oratori dedicati a San Giuseppe e a San Donnino, i quali però non risultavano più esistenti all'inizio del XIX secolo.
L'attuale parrocchiale, progettata dall'architetto Cipriani e realizzata a spese dei fedeli, venne costruita nel 1839 in sostituzione della vecchia chiesa, che non rispondeva più ai bisogni dei parrocchiani.

Nel 1895 fu eretto il campanile, disegnato da Adolfo Quarenghi.

## Descrizione
La facciata della chiesa, che è a capanna, presenta ai lati due parate in pietra sorreggenti l'architrave e il timpano triangolare al centro del quale s'apre un oculo e al centro il portale, sopra il quale ci sono un riquadro in cui si legge la scritta S. BENEDICTUS PROTECTOR HUIUS ECCLESIAE 1839 e una lunetta.
L'interno è ad un'unica navata, le cui pareti son scandite da lesene d'ordine dorico sopra le quali vi è la trabeazione, sopra la quale si imposta la volta a botte; l'aula termina con il presbiterio rialzato di due gradini, sormontato dalla cupola e chiuso dall'abside semicircolare.